# سيدي معروف
بلدية سيدي معروف، تابعة إداريا هي بلدية تابعة لدائرة سيدي معروف ولاية جيجل.
وتنقسم إلى عدة قرى من بينها : بركان آييس دافالن المنتاية والدرجة تشتهر آييس بأنها اعلى منطقة في سيدي معروف عرفت آييس هجرا من أهاليها بسبب صعوبة العيش هناك.من المرجح أن هناك ابطال من هذه البلدية من بينهم علماء واغنياء  و فلاحين 
أشهر المناطق:
آييس و بركان دافالن و المنتاية 